# Seminole County (Georgia)
Das Seminole County ist ein County im Bundesstaat Georgia der Vereinigten Staaten. Der Verwaltungssitz (County Seat) ist Donalsonville, benannt nach Jonathan E. Donalson, einem Mitglied einer prominenten Familie, Pioniere des Decatur County.

## Geographie
Das County liegt im äußersten Südwesten von Georgia, im Westen an der Grenze zu Alabama und im Süden etwa 15 km von Floridas Nordgrenze entfernt. Es hat eine Fläche von 664 Quadratkilometern, wovon 48 Quadratkilometer Wasseroberfläche sind und grenzt im Uhrzeigersinn an folgende Countys: Early County, Miller County und Decatur County.

## Geschichte
Seminole County wurde am 8. Juli 1920 aus Teilen des Decatur County und des Early County gebildet. Benannt wurde es nach den Seminolen, einem Indianerstamm, der nach dem Eintreffen der weißen Siedler sein Land im Chattahoochee River Valley verließ und in die Everglades von Florida zog. Auf dem Weg dorthin lieferten sie, angeführt von Osceola, den Soldaten der US-Armee zwei blutige Kämpfe.

## Demografische Daten
Laut der Volkszählung von 2010 verteilten sich die damaligen 8729 Einwohner auf 3509 bewohnte Haushalte, was einen Schnitt von 2,46 Personen pro Haushalt ergibt. Insgesamt bestehen 4797 Haushalte.
70,4 % der Haushalte waren Familienhaushalte (bestehend aus verheirateten Paaren mit oder ohne Nachkommen bzw. einem Elternteil mit Nachkomme) mit einer durchschnittlichen Größe von 2,95 Personen. In 30,4 % aller Haushalte lebten Kinder unter 18 Jahren sowie in 34,1 % aller Haushalte Personen mit mindestens 65 Jahren.
25,5 % der Bevölkerung waren jünger als 20 Jahre, 20,1 % waren 20 bis 39 Jahre alt, 28,1 % waren 40 bis 59 Jahre alt und 26,4 % waren mindestens 60 Jahre alt. Das mittlere Alter betrug 44 Jahre. 47,4 % der Bevölkerung waren männlich und 52,6 % weiblich.
64,1 % der Bevölkerung bezeichneten sich als Weiße, 33,4 % als Afroamerikaner, 0,1 % als Indianer und 0,4 % als Asian Americans. 1,0 % gaben die Angehörigkeit zu einer anderen Ethnie und 1,0 % zu mehreren Ethnien an. 2,3 % der Bevölkerung bestand aus Hispanics oder Latinos.
Das durchschnittliche Jahreseinkommen pro Haushalt lag bei 35.410 USD, dabei lebten 19,1 % der Bevölkerung unter der Armutsgrenze.

## Orte im Seminole County
Orte im Seminole County mit Einwohnerzahlen der Volkszählung von 2010:
City:
- Donalsonville (County Seat) – 2650 Einwohner

Town:
- Iron City – 310 Einwohner